# Angarillas (set de mesa)

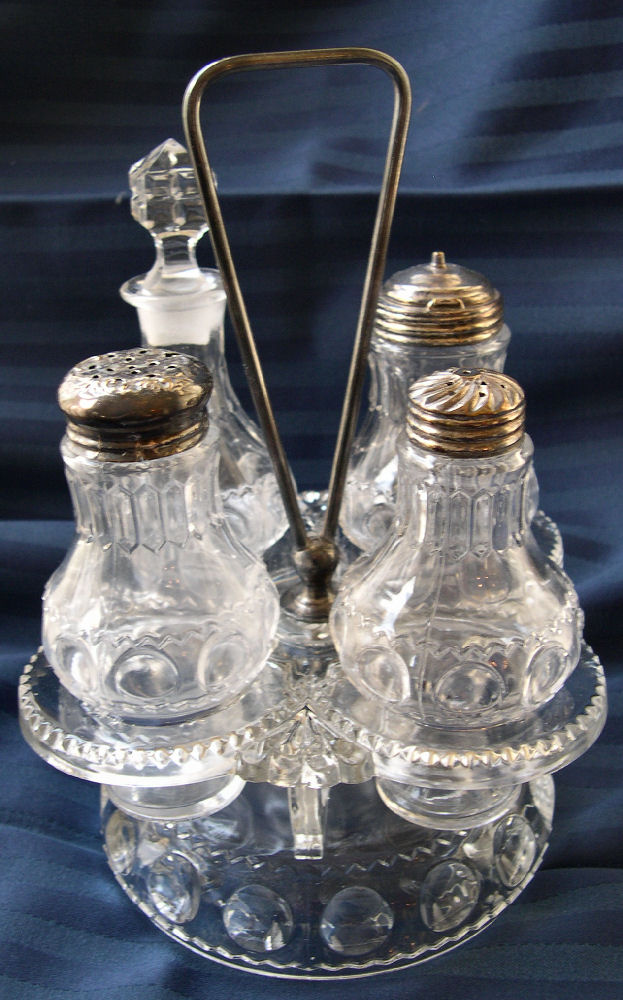
Vinagreras (angarillas) en cristal tallado con recipientes para especias (1930-1940).

Angarillas o vinagreras emparejadas, es el término que en su cuarta acepción acepta el Diccionario de la Lengua Española para designar al juego de mesa o conjunto compuesto por un pequeño soporte de metal, cerámica o vidrio que contiene a su vez unos recipientes para el aceite de oliva y el vinagre. Este utensilio puede incluir también pequeños receptáculos o lugar para depositar las especias o condimentos, en general la sal y la pimienta, y en ocasiones mostaza y palillos. Algunos modelos más actuales pueden incluir tipos de vinagreras específicos como es el caso de la "vinagrera Marquina".